# Soricomys montanus
Soricomys montanus és una espècie de mamífer rosegador de la família dels múrids. És endèmic de l'illa de Luzon (Filipines). Té una llargada de cap a gropa de 93-103 mm, una cua de 85-98 mm, els peus de 22-25 mm, les orelles de 13-15 mm i un pes de fins a 31 g. Com que fou descoberta fa poc, l'estat de conservació d'aquesta espècie encara no ha estat avaluat formalment. El seu nom específic, montanus, significa 'muntanyer' en llatí.